# 村山亜土
村山 亜土（むらやま あど、1925年（大正14年）4月12日 - 2002年（平成14年）5月14日）は、日本の児童劇作家。視覚障害者のための美術館「手で見るギャラリー・TOM」を開設した。

## 概要
1925年（大正14年）、父・村山知義、母・籌子の長男として東京に生まれる。山梨県立医学専門学校を経て、1949年、成城高校（旧制）文科乙類を卒業。在学中に児童劇「動物の町」を発表、注目される。1949年（昭和24年）、「コックの王様」を発表し、児童劇作家として本格的に活動を始める。1960年（昭和35年）、「新・さるかに合戦」で日本児童演劇協会賞を受賞。1977年（昭和52年）、戯曲集『新・さるかに合戦』でサンケイ児童出版文化賞を受賞。
1984年（昭和59年）、視覚障害者だった長男の錬が「ぼくたち盲人もロダンをみる権利がある」と言った言葉が忘れられず、新居の一部を「手で見るギャラリー・TOM」（現：ギャラリーTOM）として開放、芸術品を触って鑑賞できる美術館として、妻の治江と開設した。1986年（昭和61年）、その活動に対してモービル児童文化賞を受賞。1996年（平成8年）、児童福祉文化賞を受賞。2002年（平成14年）に亜土が死去した後は、同ギャラリーは妻の治江を館長、こどもの城の造形事業部より招いた岩崎清を副館長として運営されている。

## 著書
- 『コックの王様』村山知義絵、理論社、1968年
- 『新・さるかに合戦』村山知義絵、金の星社、1976年
- 『母と歩く時 - 童話作家・村山籌子の肖像』JULA出版、2001年
- 『雉女房』柚木沙弥郎絵、文化学園文化出版局、2012年
- 『夜の絵』柚木沙弥郎絵、筑摩書房、2019年

## 翻訳
- 『ロビン・フッドのゆかいな冒険』ハワード・パイル原作、村山知義共訳、岩波書店、1962年 のち 岩波少年文庫

## 再話
- 『なくなった　あかいようふく』福音館書店、2002年（村山籌子 作、村山知義 絵）